# Святой Вит

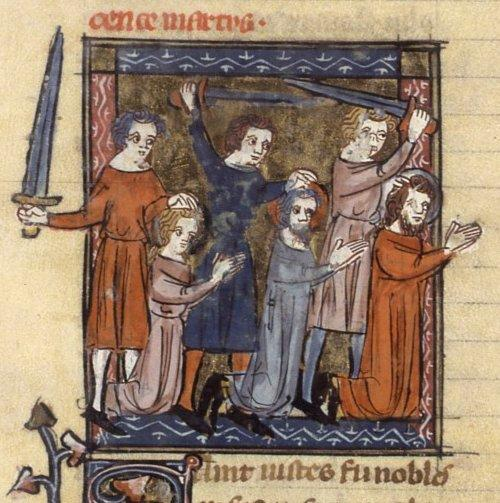
Мученичество святых Вита, Модеста и Крескентии, французская рукопись, XIV век

Свято́й Вит (лат. Sanctus Vitus;  290, Мадзара-дель-Валло — 303, Базиликата) — христианский святой, римский мученик периода раннего христианства. Был убит в 303 году. 
Память святого Вита совершается в Православной церкви 16 (29) мая и 15 (28) июня, в Католической церкви 15 июня.

## Жизнеописание
Достоверных исторических свидетельств о жизни и мученичестве святого Вита не сохранилось. Согласно церковному преданию, св. Вит был мальчиком семи (по другим источникам, двенадцати) лет, сыном римского сенатора-язычника из Сицилии. Мальчик принял христианство под влиянием своего наставника. Был убит во времена преследования христиан римскими императорами Диоклетианом и Максимианом.
По преданиям, он отправился в Рим, где изгнал бесов из сына императора Диоклетиана. Но когда Вит отказался молиться римским богам, его арестовали и бросили ко львам, которые не тронули праведника. Тогда Вита бросили в котёл с кипящим маслом.

## «Пляска Святого Вита»
По неизвестным причинам в XVI веке в Германии существовало поверье, по которому можно было обрести здоровье, танцуя перед статуей святого Вита в день его именин. Для некоторых эти танцы стали настоящей манией, и впоследствии обычные пляски стали путать с хореей — нервным заболеванием, которое иначе называли «пляской Святого Вита».